# 美国成熟公民协会
美国成熟公民协会（英語：Association of Mature American Citizens, AMAC）是一个总部位于美国的保守派倡导组织和利益团体，成立于2007年。该协会由退休保险代理商丹尼尔·C·韦伯创立，他还担任该协会主席。
美国成熟公民协会是一个面向50岁及以上群体的会员组织。该组织自称“美国退休人员协会的保守主义替代者”，亦是几个将自身定位为美国退休人员协会保守主义竞争对手的组织之一，其他组织还包括美国老年人协会和60加协会。

## 政治活动
美国成熟公民协会自称“积极保守”，获得了脱口秀主持人格林·贝克以及其他保守派人士的支持。该协会强烈反对《平价医疗法案》并推动废除该法案。2014年3月，该协会声称其会员人数达到了110万，较2008年的4万有了显著增长，这被归因于对《平价医疗法案》的反对情绪。
美国成熟公民协会提出了一项社会保障改革方案，计划逐步将最早的退休年龄从62岁提高至64岁，并根据收入水平进行分级，以确保能够应对生活成本的上升。该协会支持石油和天然气行业，声称这些行业的环保表现优于以往。该协会主席丹·韦伯呼吁撤销奥巴马政府所推动的清洁能源政策。
美国成熟公民协会推出了一项志愿者“代表”计划，旨在从全国各个国会选区中选拔一名协会成员，负责与国会议员进行会晤并开展游说活动。
2017年2月，该组合对即将举行的2017年奥斯卡颁奖典礼发出警告，表示无法接受其发表反唐纳德·特朗普总统演讲，并威胁要对电影发起抵制。
政治分析师乔什·伯恩斯坦目前担任该协会的全国发言人，该协会为他每周的政治脱口秀提供赞助。
该协会于2024年夏季购买了一则广告，该广告声称在即将举行的2024年总统选举中将会出现270万张非法选票。